# Andrena montanula
Andrena montanula är en biart som beskrevs av Osytshnjuk 1986. Andrena montanula ingår i släktet sandbin, och familjen grävbin. Inga underarter finns listade i Catalogue of Life.